# Sélection 37
Le Sélection 37 est une classe de voilier de croisière et de compétition, qui a été utilisée pour le tour de France à la voile. Elle est maintenant mise à l'honneur chaque année lors du Challenge Spi Dauphine à travers la création d'un trophée particulier par extraction monotypique du classement général depuis la 30e édition.
Il a participé à d'autres courses comme le Spi Ouest-France ou la Transquadra avec son créateur : Mico Bolo.

## Historique
En 1984, Bernard Decré, Président fondateur du tour de France à la voile commande un bateau adapté plus spécifiquement à son programme. Le cahier des charges est remis à Bernard Nivelt et Michel Joubert qui sont alors les deux meilleurs architectes de half-tonner du moment. Les Rochelais planchent et remportent de nombreux titres de champion du monde et de podiums dans cette série. Le dessin qui sortira des cartons n’est autre qu’une extrapolation du fabuleux Diva qui a remporté en février 1983 le classement individuel de l’Admiral's Cup entre les mains d’un certain Yves Pajot.
Léger, toilé, assez court et étroit à la flottaison, le Sélection n’est autre que le développement d’un gros half-tonner. Avec ses 11,35 mètres de longueur hors tout, il est de ce que l’on appelle la famille des one-tonner et accueille à son bord huit équipiers.
Le bateau est sensible à la répartition des poids et aux moindres réglages, que ce soient ceux du mât ou des voiles. Étudié spécialement plus pour la course que la croisière, ce voilier permet de dormir à bord et de travailler à la table à cartes tandis que le bateau avale les milles au portant en faisant des pointes à 20 nœuds. C'est le prédécesseur du JOD 35, moins habitable est plus encore racer pour la course.